# Beas (Fluss)
Der Beas (Sanskrit Vipasha, Hindi बियास Biyas, IAST biyās; auch ब्यास Byas, IAST byās) ist ein etwa 470 km langer Fluss im Bundesstaat Himachal Pradesh im Norden Indiens.

## Verlauf
Der Beas entspringt nahe dem Rohtang-Pass im südlichen Himalaya, durchfließt in Nord-Süd-Richtung die Städte Manali, Kullu und Bhuntar, wo der Parbati einmündet. Danach wendet er sich nach Südwesten und mündet schließlich ca. 6 km nördlich der Stadt Makhu im Bundesstaat Punjab in den Satluj.

## Nutzung
Unterhalb des Kullutals wird sein Wasser zur Stromgewinnung aufgestaut und z. T. in den Satluj nach Bilaspur in einer Leitung, die auch Satluj Hydral Channel genannt wird, abgeleitet. Der Beas bildet auch die Grenze zwischen den Distrikten Jalandhar und Hoshiarpur im indischen Punjab. Er dient als Bewässerungsquelle, wobei sein Wasser über Kanäle zu den Feldern geleitet wird; deshalb fällt sein Flussbett nach ausbleibenden oder geringen Regenfällen an manchen Stellen trocken. Ein Teil seines Wassers gelangt mit dem Satluj in den Harike-Stausee und von dort in den Indira-Gandhi-Kanal, der ca. 250 bis 450 km weiter südwestlich große Teile der (Halb-)Wüste Thar in Rajasthan mit Wasser versorgt.

## Mythos und Geschichte
Einige Forscher identifizieren den Beas mit dem bereits im Rigveda erwähnten mythischen Fluss Sarasvati.
Die Eroberungen Alexanders des Großen in Indien endeten möglicherweise am Beas. Der antike Name des Flusses, der in diesem Zusammenhang meist verwendet wird, lautet Hyphasis (altgriechisch Ὕφασις).

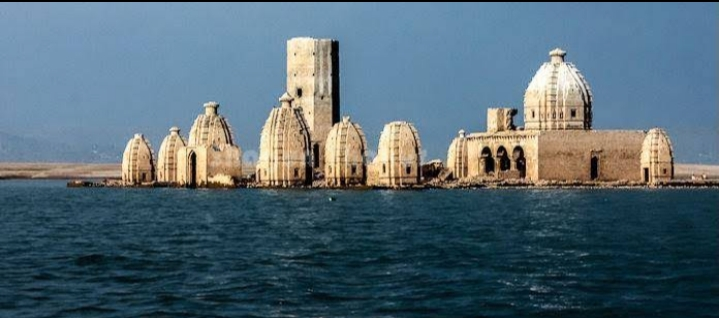
Bathu-Tempel

## Sehenswürdigkeiten
Die den größten Teil des Jahres halb im Wasser der Pong-Talsperre versunkenen Bathu-Tempel standen vor der Fertigstellung des Stausees in der Nähe eines nördlichen Nebenflusses des Beas, der jedoch denselben Namen trägt (Beas River Tributary).